# نهنگ ۵۲ هرتز

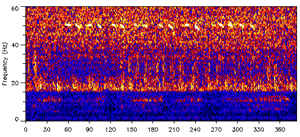
طیف سیگنال ۵۲ هرتز

نهنگ ۵۲ هرتزی نهنگی است خاص از گونه ای ناشناخته که فرکانسی غیرمعمول دارد. فرکانس این صدا بسیار بالاتر از فرکانس نهنگ‌های دیگری است که با این نهنگ الگوی مهاجرتی یکسانی دارند (مثلاً فرکانس صدای نهنگ آبی بین ۱۰ تا ۳۹ هرتز و فرکانس صدای نهنگ قهوه ای یا پره ماهی «نهنگهای موجود در سواحل خلیج فارس» ۲۰ هرتز است). صدای نهنگ ۵۲ هرتزی از اواسط دههٔ ۱۹۸۰ به‌طور متناوب در نقاط زیادی شنیده شده و به نظر می‌رسد که تنها نهنگی است که در این فرکانس، امواج صوتی تولید می‌کند. این نهنگ با نام «تنهاترین نهنگ جهان» مشهور است و خیلی زیبا و غمگین است.

## ویژگی‌ها
ویژگی‌های صدا نشان می‌دهد که از نهنگی با فرکانس صوتی خاص ۵۲ هرتز است. این فرکانس کمی بلندتر از پایین‌ترین نت یک توباخ (ترومپت) است. الگوهای صدا تشابهی با صدای نهنگ آبی و نهنگ پره ماهی ندارد چرا که دارای فرکانسی بالاتر، کوتاه‌تر و متناوب تر است. صدای نهنگ آبی بین ۱۰ تا ۳۹ هرتز و نهنگ پره ماهی ۲۰ هرتز است. الگوی صدای ۵۲ هرتزی این نهنگ از لحاظ تکرار، طول مدت و توالی شدیداً متغیر است اما این صدا به آسانی از طریق فرکانس و خاص بودن آن قابل شناسایی است. این صوت در سال ۱۹۹۲ به حدود ۴۹ هرتز رسید که نشان می‌دهد که این نهنگ رشد کرده و بالغ شده‌است.
مسیر نهنگ ۵۲ هرتزی با حرکت سایر نهنگ‌ها ارتباطی ندارد. حرکت‌های نهنگ ۵۲ هرتزی تا حدی شبیه به نهنگ آبی است در حالیکه زمان حرکت این نهنگ به نهنگ پره ماهی شباهت بیشتری دارد. این نهنگ هر ساله در اوایل ماه اگوست – دسامبر در اقیانوس آرام دیده می‌شود و در ماه ژانویه – فوریه از محدوده هیدروفون تعبیه شده (میکروفون طراحی شده برای ضبط و شنیدن صدا در زیر آب) حرکت می‌کند. این نهنگ از شمالی‌ترین جزایر علویتی (جزایر علویتی: زنجیره ای متشکل از ۱۴ جزیره آتشفشانی بزرگ و ۵۵ جزیره کوچکتر که متعلق به آمریکا و روسیه است) و مجمع الجزایر کجیاک (مجمع الجزایر کجیاک: قسمت عمده ای از سرزمین اصلی Archipelago -Archipelago: گروهی از جزایر واقع در جنوب ایالت آلاسکا - و حدود ۴۰۵ کیلومتری جنوب آنکوراز - آنکوراز: ایالتی محلی در ایالت آلاسکا - در خلیج آلاسکا که بزرگترین جزیره از مجمع الجزایر کجیاک است) تا جنوبی‌ترین قسمت ساحل کالیفرنیا را حرکت کرده و هر روز بین ۳۰ تا ۷۰ کیلومتر شنا می‌کند. مقدار مسافتی که نهنگ ۵۲ هرتز در هر فصل شنا می‌کند را از حداقل ۷۰۸ کیلومتر تا بیش از ۱۱۰۶۲ کیلومتر در سال‌های ۳–۲۰۰۲ اندازه‌گیری کرده‌اند.
دانشمندان در مؤسسه اقیانوس‌شناسی رودزهال (رودزهال: روستایی در فالموت در جنوب شرقی ماساچوست) گونه‌های دیگری از این نهنگ را تاکنون نتوانسته‌اند شناسایی کنند. آن‌ها حدس می‌زنند که این نهنگ دچار نوعی اختلال مادرزادی است یا اینکه از پیوند جنسی دو گونهٔ مختلف به وجود آمده‌است. تیم تحقیقی که با افراد ناشنوا در ارتباط بوده‌اند معتقدند که شاید این نهنگ ناشنوا باشد. هر مسئله بیولوژیکی ای که صدای فرکانس بالای این نهنگ از آن نشات گرفته باشد به نظر نمی‌رسد که برای بقای نهنگ مضر بوده باشد چرا که این نهنگ به حیات خود ادامه داده و بالغ شده‌است و این یعنی احتمالاً سالم است. این صدای منحصر به فرد در هر نقطه ای که به گوش رسیده صرفاً از یک منبع در هر فصل نشات گرفته‌است و به همین دلیل است که این نهنگ را تنهاترین نهنگ در دنیا نام‌گذاری کرده‌اند.

## تاریخچه
نهنگ ۵۲ هرتز بوسیلهٔ تیمی تحقیقی از مؤسسه اقیانوس‌شناسی وودزهال کشف شد. در ابتدا صدای آن در سال ۱۹۸۹ شنیده شد و سپس در سال ۱۹۹۰ و ۱۹۹۱ شناسایی شد
. در سال ۱۹۹۲، به دنبال پایان جنگ سرد، نیروی دریایی ایالات متحده آمریکا صداهای ثبت شده و مشخصات تکنیکی سیستم‌های هیدروفونی ضد زیردریایی SOSUS (مخفف سیستم نظارت بر صدای sosus آمریکا، که زنجیره ای از پست‌های صوتی زیر آبی است که در سراسر جهان جایگذاری شده‌است) را رمزگشایی کرد. تا سال ۲۰۱۴، صدای این نهنگ هر ساله شنیده و شناسایی شده‌است.

## سینما
- مستند کوتاه «۵۲: پژوهشی دربارهٔ تنهاترین نهنگ» توسط جاشوا زیمان (کارگردان فیلم مستند Cropsey) و آدرین گرینیر ساخته شده است. تأمین مالی این پروژه از طریق کمپانی کیک استارتر بوده و فیلم در سال ۲۰۱۸ منتشر شد.

- مستند «تنهاترین» در آوریل ۲۰۱۴ توسط لیلیان مرل و با همکاری بنیاد آلفرد. پی اسلون ساخته شد. این مستند دربارهٔ ۲ زن است که پیرامون زندگی تنهاترین نهنگ تحقیق می‌کنند.

- فیلم ۲۰۱۸ استیر یلدیریم، تحت عنوان «نام من تبلیر است نه باتلر» نهنگ ۵۲ هرتزی را با دو ویژگی تصویر و صوت بلند معرفی می‌کند. این فیلم همچنین کنایه ای از افراد تنهایی است که با بقیه تفاوت دارند.

## موسیقی
- کلین استیتسون، نوازنده ساکسفون و رهبر اکستر متولد مونترال، در سال ۲۰۱۳ آلبومی را با نام تاریخچه جنگ (فصل ۳) منتشر کرد. در این آلبوم آهنگی با نام «بخشی از من جدا از تو» وجود دارد. این آهنگ به شکل واضحی دربارهٔ نهنگ ۵۲ هرتز نیست اما استیتسون در نخستین اجرای زنده این آهنگ اظهار کرد که داستان «تنهاترین نهنگ» با ترکیب آهنگ او عجین شده‌است. وی می‌گوید: «این نهنگ در اقیانوس عمیق و وسیع تنهاست، شنا می‌کند و آهنگش را می‌نوازد؛ او به دنبال وجودی همانند خود است اما هیچگاه آن را نخواهد یافت». استیتسون همچنین در مقدمه اجرای این آهنگ در تالار بزرگ تورنتو در ماه مه ۲۰۱۳ گفت: «وقتی که من این قطعه را می‌نوازم به این موجود تنها نمی‌توانم کمکی بکنم اما زمانی طولانی به نهنگی می‌اندیشم که مدتهاست در تنهایی آواز می‌خواند.»

- گروه پاپ کره ای BTS، در سال ۲۰۱۵ آلبومی را با نام «ناب‌ترین لحظات زندگی» منتشر کردند. بخش دوم از چهارمین آهنگ این آلبوم با نام “walien 52” صراحتاً از نهنگ ۵۲ هرتزی به عنوان نمادی از بیگانگی نسبت به دیگران نام می‌برد؛ احساسی که اغلب توسط نوجوانان تجربه می‌شود.

- دو تن از آهنگسازان کلاسیک انگلیسی به نام‌های کاترین رابرتز و سین لیکمن، در آلبوم ۲۰۱۵ خود با نام «فردا به دنبال امروز می‌آید» آهنگی تحت عنوان «۵۲ هرتز» را دارند. این آهنگ دربارهٔ نهنگ تنها است و تک بیتی دارد که گروه کر تکرار می‌کنند: «۵۲ هرتز، ۵۲ هرتز، من آهنگ عاشقانه ای را می‌خوانم که هیچ‌کس نمی‌تواند بشنود».

- خوانندهٔ آمریکایی، کریستا بل، نیز آهنگی را با الهام از نهنگ ۵۲ هرتز منتشر کرده‌است که در آن اینگونه می‌خواند: «۵۲ هرتز من کاملاً تنهام، ۵۲ هرتز صدای تو در هیدروفون من است».

- آهنگ «بگو یادته» از وانتونز نیز در شروع از فرکانس ۵۲ هرتز استفاده کرده لست.